# Filips van Maldeghem
Filips van Maldeghem (Blankenberge, 27 december 1547 - Brugge, 22 februari 1611), heer van Leyschot, was burgemeester van het Brugse Vrije en dichter.

## Levensloop
Hij was een zoon van de baljuw van Blankenberge, Josse van Maldeghem en van Anne de Joigny-Pamele. Hij toonde heel jong talenten voor de dichtkunst en weldra werd hij een erkend dichter, die schreef in het Nederlands, Frans en zelfs Italiaans.
Op 17 februari 1567 trouwde hij met Martine Boonem († 1607), dochter van Karel Boonem, heer van Avelgem en van Jacqueline Llomeyns, zelf een dochter van Eligius Llomeyns en Josine de Marivoorde. Ze hadden minstens acht kinderen. In 1570 behoorde hij tot de adellijke delegatie die de koningin, echtgenote van Filips II van Spanje, onthaalde. Op 12 december 1573 overleed zijn vader en Filips volgde hem op in de functie van luitenant van de jachtactiviteiten in Brugge en omstreken. Vervolgens werd hij schepen en, in 1578, burgemeester van het Brugse Vrije.
Kort daarop namen de calvinisten de stad in en de schepenen en burgemeesters van het Brugse Vrije werden gearresteerd. De calvinisten boden aan Maldeghem het ambt van grootbaljuw aan, maar hij weigerde. Om de tijd te verdrijven terwijl hij gevangen zat, keerde hij zich tot de dichtkunst en bezong voornamelijk een mysterieuze dame. Het is niet bekend of het om een echte vrouw dan wel om een geïdealiseerde symbolische figuur ging. Hij koos voor het verrek uit Brugge en verbleef in Boulogne-sur-Mer en Calais, om daarna naar Luik te trekken en zich in dienst te stellen van de prins-bisschop Ernst van Beieren. Hij trok met hem ten strijde tegen de protestanten. In april 1584 werd hij op zending gestuurd naar Alexander Farnese, prins van Parma en landvoogd van de Nederlanden.  Kort daarop werd Brugge weer Spaans en keerde hij naar zijn geboortestad terug, waar hij het ambt van burgemeester van het Brugse Vrije weer opnam.
Na een paar jaar trad hij weer in dienst van de prins-bisschop, om met hem de strijd verder te zetten. Een beenbreuk maakte hem verschillende maanden onbeschikbaar. Hij gebruikte toen zijn tijd om de gedichten van Francesco Petrarca in het Frans te vertalen.
In oktober 1587 verliet hij de dienst van de prins-bisschop en van 1588 tot 1608 was hij opnieuw burgemeester van het Vrije. Op 15 april 1597 viel hij in een hinderlaag in Oudenburg en werd zwaar verwond. Hij hernam zijn vertaling van Petrarca, bracht het werk tot een goed einde en droeg het op aan Maximiliaan van Beieren. De groothertog van Firenze, Ferdinand de Medicis, feliciteerde hem voor zijn werk en de landvoogd Albrecht van Oostenrijk verleende hem de riddertitel. 
In 1603 bereidde hij, samen met zijn vrouw, hun graftombe voor bij de Brugse predikheren. Hij plaatste er een triptiek met portret van de heilige Philippus, met op het linkse luik de echtgenote en de dochters en op het rechtse luik hemzelf en de zoons.

## Publicatie
- Le Pétrarque, en rime françoise, avec ses commentaires, traduit par Philippe de Maldeghem, seigneur de Leyschot, Brussel, Rutger Velpius, 1600 & Douai, François Fabry, 1606.